# Jugendland-Verlag
Der Jugendland-Verlag war ein Kinderbuchverlag in Dresden-Laubegast von 1955 bis 1978.

## Geschichte
1946 gründete Hans E. Böhme Jugendland. Herstellung und Vertrieb von Jugendbedarf. Seit 1955 wurden in seinem Jugendland-Verlag Kinder- und Jugendbücher herausgegeben.
1978 erschienen die letzten Bücher, danach wurde der Jugendland-Verlag geschlossen. Einige Titel wurden danach vom Kinderbuchverlag Berlin weitergeführt.